# Gruschenka Stevens

Gruschenka Stevens (2008)

Gruschenka Stevens (* in Köln) ist eine deutsche Schauspielerin.

## Leben
Stevens hatte zunächst einen Gastauftritt in der Kindersendung Die Sendung mit der Maus. Mit elf Jahren trat sie in einem Stück im Schauspielhaus Köln auf und ging mit 17 Jahren nach New York City, wo sie Schauspielunterricht in den Studios von Herbert Berghoff nahm. Anschließend besuchte sie das Lee Strasberg Theatre and Film Institute in New York City, London und Los Angeles, wo sie eine Rolle in einer kanadisch-deutschen Soap Opera erhielt.
In Keiner liebt mich und Voll normaaal erhielt sie 1994 erste kleine Rollen beim deutschen Film. 1995 spielte sie die Hauptrolle der Telefonistin Conny in dem Erotik-Thriller Der kalte Finger.
1999 verkörperte Stevens in Sherry Hormanns Komödie Widows – Erst die Ehe, dann das Vergnügen eine Sängerin und in dem Drama Verschwinde von hier unter der Regie von Franziska Buch eine überforderte Mutter. Der Film wurde mit dem Max Ophüls Preis ausgezeichnet. Wie schon in der Fernsehserie Um die 30 agierte sie 2001 erneut unter Ralf Huettners Regie in der Verfilmung des Bestsellers von Ildikó von Kürthy Mondscheintarif. Tim Bergmann und Jasmin Tabatabai waren ihre Partner in diesem Film, in dem sie eine verwirrte End-Zwanzigerin verkörperte, die nach vielen romantischen Missverständnissen dann doch noch ihren Traummann in die Arme schließen kann. Danach folgte eine Zusammenarbeit mit der Regisseurin Vivian Naefe, die sie in zwei Hauptrollen besetzte: Verrückt ist auch normal, einer Musik-Tragikomödie an der Seite von Dieter Pfaff, und der schwarzen Komödie Männer häppchenweise.
2010 gewann die Folge Netzangriff aus der Serie Krimi.de mit Stevens in der Rolle der Lena Mederling die Rose d’Or in der Kategorie Children & Youth.

## Filmografie (Auswahl)
- 1994: Keiner liebt mich
- 1994: Voll normaaal
- 1994: Weihnachten mit Willy Wuff
- 1995: Frankie – Liebe, Laster, Rock ’n’ Roll
- 1995: Um die 30
- 1996: Der kalte Finger
- 1997: Die Straßen von Berlin – Blutige Beute
- 1997: Wenn der Präsident 2x klingelt
- 1997: Joy Fieldings Mörderischer Sommer
- 1997: Die Chaos Queen
- 1998: First Love – Die große Liebe
- 1998: Lupo und der Muezzin
- 1998: Heimkehr (Coming Home)
- 1999: Widows – Erst die Ehe, dann das Vergnügen
- 1999: Verschwinde von hier
- 2000: Das Teufelsweib
- 2000: Tatort – Trittbrettfahrer
- 2001: Lotto-Liebe
- 2001: Emil und die Detektive
- 2001: Mondscheintarif
- 2002: Verrückt ist auch normal
- 2003: Männer häppchenweise
- 2003: SOKO 5113
- 2004: Wolffs Revier
- 2004: Edel & Starck
- 2005: SOKO Kitzbühel
- 2006: Ein Fall für zwei
- 2008: Wilsberg: Filmriss
- 2008: Alarm für Cobra 11 – Auf eigene Faust
- 2009: Countdown – Die Jagd beginnt
- 2010: Krimi.de (Folge Netzangriff)
- 2011: Als der Weihnachtsmann vom Himmel fiel
- 2011: Die Sterntaler
- 2012: In aller Freundschaft (13. Staffel, Folge 553 Mit bestem Wissen)
- 2013: Dear Courtney
- 2014, 2020: SOKO Köln – Verfluchte Millionen, Techtelmechtel
- 2017: Einstein – H2O
- 2018: Heldt (Fernsehserie, Folge Auf Sendung)